# グレート・ウェスタン鉄道3300形蒸気機関車

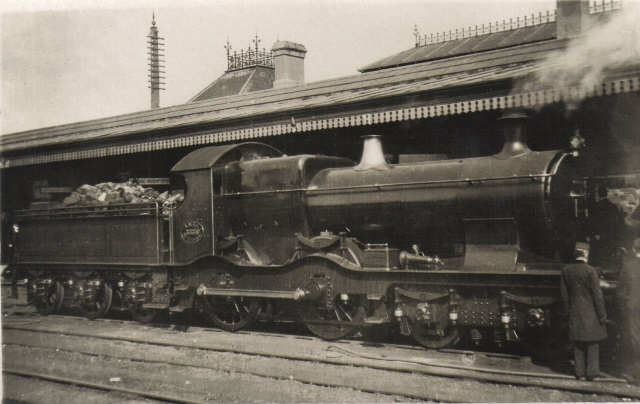
3338号機「ライラ」

グレート・ウェスタン鉄道3300形蒸気機関車（3300 Class）はイギリスのグレート・ウェスタン鉄道（GWR）が製造した旅客用テンダー式蒸気機関車の1形式である。各車の固有名から、ブルドッグ級（Bulldog Class）とも呼ばれる。車軸配置はアメリカン（4-4-0あるいは2B）である。

## 概要
GWRの機関車総監督(Locomotive Superintendant)であったウィリアム・ディーン（在任期間：1877年 - 1902年）によって3252形（デューク級）の改良型として1899年に設計された。

## 設計
デューク型の設計を継承する、高速旅客列車用アメリカン機である。
台枠構造など各部の設計は、2基のシリンダとスティーブンソン式弁装置を車輪間に搭載し、板台枠構造の2軸先台車や、外側台枠式でサイドロッドと各動軸のカウンターウェイトだけが側面に露呈する主台枠など、超広軌時代にダニエル・グーチが設計したシングルドライバーの特徴を色濃く残していた。その一方で、増備過程においては次々に設計変更が実施された。これは基本構成こそ変更されなかったものの、保守の都合で動輪側面部分で円弧を描いていた主台枠が直線的で堅牢な板台枠を露呈させた構造に変更され、更にボイラーも旧態依然とした缶胴が同一径のストレート缶仕様から、ディーンの後継機関車総監督であるジョージ・チャーチウォード（在任期間：1902年 - 1922年）が設計した新型のNo.2形ボイラーへ段階的に変更されるなど、製造段階で標準化されていた要素技術の進歩や発展を迅速に採り入れることで可能な範囲でのアップデートが図られている。
このために本形式は当初、同一製造グループ内であっても仕様は一定しておらず、しかも新造車はボイラーと台枠の設計の切り替え時期がずれたことなどから、多様な組み合わせが発生した。
もっとも、保守・運用の両面で異種ボイラー、それも標準化前の旧式ボイラーの混在は不都合が多かったことから、1912年までに全車とも長円錐形外覆を備えるNo.2形ボイラーへ交換する工事が実施された。更に1930年代初頭にはNo.2形ボイラーのスペアが不足したことから、その捻出を目的として本形式の内12両については3600形（バードケージ級）(3600 Class)の廃車解体発生品であるNo.3形ボイラーへの換装が実施されている。

## 製造
3332 - 3372の41両が1899年から1900年にかけてグレート・ウェスタン鉄道スウィンドン工場で新造された。
更に、CME交代後の1902年より1909年にかけてデューク級の内20両が改造の上で本形式へ編入され、これと平行して1906年までに3413 - 3432・3443 - 3472・3701 - 3730の80両がスウィンドン工場で追加生産されて合計141両が出揃った。
もっとも、後に30両は1936年より1939年にかけて余剰廃車となったデューク級のNo.2形ボイラーと組み合わせられて3200形（エール級）(3200 Class)となったため、全141両が揃っていた期間は約27年間であった。
なお、本形式はデューク級や3700形（シティ級）などと車番が混在していて管理上不便であったことから1912年に形式ごとに区分する目的で改番が実施され、デューク級からの編入車が3300 - 3319、初期製造グループが3320 - 3360、後期製造グループが3361 - 3440に整理されている。

## 運用
GWRの旅客列車サービスを支える機関車群の1つとして重用されたが、その基本設計コンセプトは1840年設計のファイアーフライ級(Firefly Class)から大きな進歩は見られず、他のアメリカン型軸配置の旅客機関車と同様、ボギー客車の増加につれて牽引力の不足が露呈し始めた。
このため1911年より1914年にかけて性能向上を目的とする過熱装置の追加工事がスウィンドン工場で実施された。だが、牽引力不足はそれでも補いきれず、以後は順次支線区への転用が行われた。
1929年より廃車が始まり、1936年より前述のエール級への改造工事が実施され、29両が改造されている。
その一方で、本形式は一部が第二次世界大戦後も長く残存し、国有化後の1951年に廃車された3377号機（旧称Penzance）をもってようやく形式消滅となっている。

## 諸元
（長円錐形No.2形ボイラー搭載車）
- 全長 mm
- 全高 mm
- 軸配置 2B（アメリカン）
- 動輪直径 1,727mm
- 弁装置:内側スティーブンソン式弁装置
- シリンダー（直径×行程） 457.2mm×660mm
- ボイラー圧力 14.0kg/cm² （= 200lbs/in2 = 1.38MPa)）
- 火格子面積 m²
- 機関車重量 t
- 最大軸重 t
- 炭水車重量 t

## 保存車
本形式については全車解体処分されたため、保存車は1両も存在しない。
但し、改造先であるエール級の1両（3217号機）が現在、動態保存されている。